# Zeus d'Otricoli
Le Zeus d'Otricoli est un ancien buste Romain trouvé à Otricoli en 1775, lors de la fouille financée par le Pape Pie VI. Il appartient aux collections des Musées du Vatican et se trouve dans la salle Ronde du musée Pio-Clementino.
On pense qu'il s'agit d'une copie Romaine d'un original Hellénistique. Alors que certains ont attribué le buste à une copie de la statue de Phidias à Olympie, des reproductions numismatiques de la célèbre statue semblent cependant indiquer le contraire. Il semble plus probable qu'il ait été effectué quelques siècles plus tard.